# 149 f.Kr.
| 149 f.Kr.          |
| ------------------ |
| Dødsfald - Fødsler |
|                    |

## Dødsfald
- Marcus Porcius Cato kaldet Cato den Ældre. Romersk senator og cencor. Født 234 f.Kr.